# Kodipalya, Magadi
Kodipalya là một làng thuộc tehsil Magadi, huyện Ramanagara, bang Karnataka, Ấn Độ.